# RAPTOR

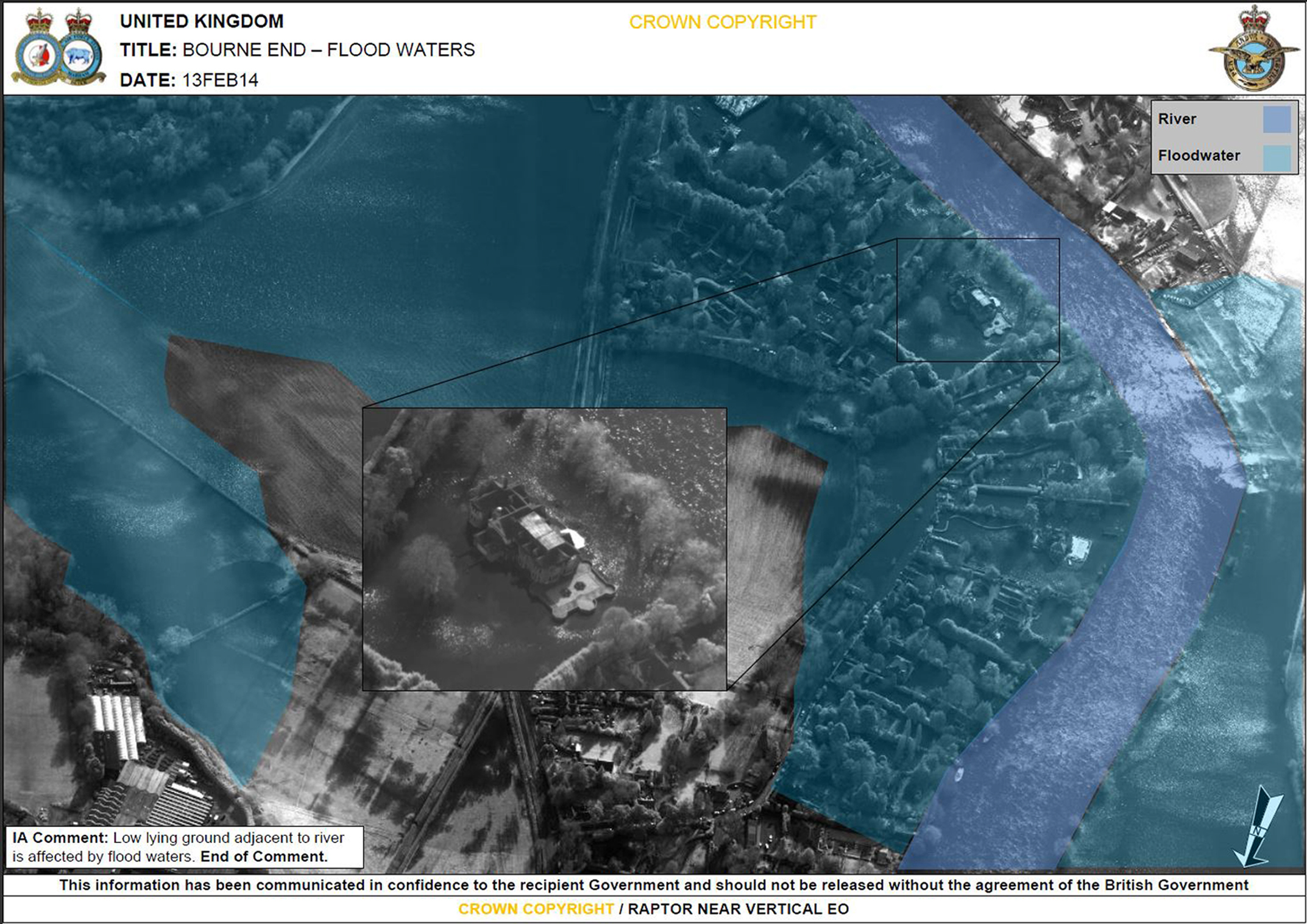
imágenes capturadas con RAPTOR en una misión de reconocimiento.

El RAPTOR (acrónimo en inglés de Reconnaissance Airborne Pod TORnado) es un contenedor de reconocimiento utilizado por la Royal Air Force en su flota de aviones Tornado GR.4A y GR.4. El RAPTOR es fabricado por Goodrich Corporation y contiene un sensor de reconocimiento DB-110, un sistema de grabación de imágenes y un sistema de enlace de datos aire-tierra. El sensor es tanto electro-óptico como infrarrojo y permite misiones día-noche. El enlace de datos permite que la información puede ser utilizada casi instantáneamente.